# Bela Vista (Ambriz)
Bela Vista é uma comuna angolana. Pertence ao município do Ambriz, na província do Bengo.